# Дженіс Гедлоу
Дженіс Вів'єн Гедлоу (Janice Vivienne Hadlow; нар. листопад 1957 у Льюїшемі) — колишня керівниця телебачення BBC. Була контролеркою телеканалу BBC Two, обійнявши цю посаду в листопаді 2008 року, до цього була контролеркою BBC Four. На початку березня 2014 року обійняла нову посаду в BBC, відповідальну за спеціальні проєкти та сезони.

## Дитинство та освіта
Гедлоу здобула освіту в загальноосвітній школі в Суонлі (тепер вона називається Академія Орчардс) у північному Кенті, а 1978 року закінчила Королівський коледж Лондона зі ступенем бакалавра з історії. Потім працювала аспіранткою-дослідницею з історії в Роял Голловей Лондонського університету (1978–1981).

## Кар'єра на BBC
Свою медіакар'єру на BBC Гедлоу розпочала 1986 року як стажистка-продюсерка. Упродовж двох років, з 1987 по 1989 рік, вона була продюсеркою на BBC Radio 4 у відділі поточних подій та журналів, де продюсувала передачу «Жіноча година», перш ніж перейти на телебачення. У 1993-1995 роках вона працювала у відділі музики та мистецтв BBC, а потім стала співкерівницею відділу історії. Одним із телевізійних шоу, яке вона допомогла створити в цей період, була «Історія Британії» Саймона Шами.
1999 року Гедлоу перейшла на Channel 4, де стала керівницею відділу історії, мистецтва та релігії, а потім 2002 року — керівницею відділу спеціалізованих документальних програм, де замовила різні роботи, зокрема серію «Шість дружин Генріха VIII» Девіда Старкі.
В її біографії на «Inside BBC» зазначено, що вона замовила і інші «дуже успішні та відзначені нагородами програми з більшості  документальних жанрів, як-от історії, науки, мистецтва та релігії, зокрема «Елізабет», «Будинок 1940-х років», «Заміський будинок едвардіанської епохи», «Хлопчик, чия шкіра звалилася», «Operatunity» та «Смерть Клінґгоффера» (яка отримала премію «Еммі»)».
Пропрацювавши там п'ять років, вона повернулася на BBC як контролерка BBC Four та спеціалізувалася на замовленні програм, що стосуються таких документальних жанрів, як історія, наука та релігія. 2004 року газета «The Observer» внесла Гедлоу до списку 80 молодих людей, які, на їхню думку, формуватимуть життя людей на початку 21 століття, а 2006 року дочірня газета «The Guardian» похвалила її за роботу упродовж попередніх 18 місяців на BBC Four.
2008 року Гедлоу стала контролеркою BBC Two, потім з 2013 року була контролеркою разом BBC Two та BBC Four. У лютому 2014 року вона залишила посаду контролерки каналу, обійнявши нову посаду, відповідальну за спеціальні проєкти та сезони. Її наступницею стала Кім Шилінґлов. Серед рішень, які  Гедлоу прийняла як контролерка, було скасування 2013 року драми BBC «Година», номінованої на «Золотий глобус» та лауреатки премії «Еммі», за участю Бена Вішоу, Ромоли Гарай та Домініка Веста, після завершення другого сезону. У січні 2016 року було оголошено, що Гедлоу залишає BBC, а її посаду буде скасовано.

## Письменство
Її книжка «Королівський експеримент: приватне життя короля Георга III» вийшла у видавництві Henry Holt and Company у жовтні 2014 року. Її перший роман «Інша сестра Беннет» вийшов у березні 2020 року.